# Platygaster imlaci
Platygaster imlaci är en stekelart som beskrevs av Peter Neerup Buhl 1997. Platygaster imlaci ingår i släktet Platygaster och familjen gallmyggesteklar. Inga underarter finns listade i Catalogue of Life.